# Aeroporto Internazionale Amílcar Cabral
L'Aeroporto Internazionale Amílcar Cabral (IATA: SID, ICAO: GVAC), è il principale aeroporto del Capo Verde. È situato a 2 km a sud-ovest da Espargos, sull'Isola di Sal. Rappresenta un hub per la compagnia aerea di bandiera, la Cabo Verde Airlines, e per la Cabo Verde Express.

## Statistiche
Questo grafico non è disponibile a causa di un problema tecnico.
Si prega di non rimuoverlo.
Vedi la query Wikidata di origine.